# こうのとり8号機
こうのとり8号機（こうのとり8ごうき、HTV8）は、8番目の宇宙ステーション補給機。2019年（令和元年）9月25日1時5分5秒にH-IIBロケット8号機で種子島宇宙センターから打ち上げられた。当初の打ち上げ予定日時は、2019年9月11日6時33分29秒であったが、同日3時5分頃に移動発射台（ML3）の開口部付近で火災が起きたため打ち上げ中止（詳細はH-IIBロケット8号機火災事故を参照）、同9月24日午前1時30分頃に延期された。その後、打ち上げにあたって他の宇宙機との干渉の有無を確認するCOLA解析（COLlision Avoidance解析、通常は高度200-300kmより高い軌道が対象だが、今回は高度150kmの低い軌道も対象に解析した）により、H-IIBロケットの第2段機体が9月25日22時57分に打ち上げ予定のソユーズMS-15宇宙船と干渉する可能性（第2段機体の制御落下を行えなかった場合のみ干渉する）が判明したため、同9月25日午前1時5分5秒に延期された（いずれも日本標準時）。

## 特徴
日本の宇宙ステーション補給機の8号機であり、シリーズの同型機である。こうのとり7号機に続く、8機目の運用機。
この8号機と次の9号機では、HTV-Xに適用予定の技術を事前検証を目的として先行的に採用されている。1つ目が姿勢制御センサーで、7号機までの地球センサー（Horizon sensor、地球の縁を検出）に変わり、星の配置をもとに制御を行うより精度の高い恒星センサーであるスタートラッカー（Star tracker、Jena Optronik社製、電気モジュールに取り付けられている）に変更されている。これは、既存の地球センサーの製造が終了したのに伴い精度要求を満たす代替品がなかったため、HTV-Xに搭載予定の恒星センサーを用いることになった。2つ目が与圧部の棚で、HTV-X搭載に向け開発された新型物資搭載用ラック（HTV補給ラックTYPE6）が使われており、物資搭載可能量が6号機の通常搭載量248CTB（Cargo Transfer Bag、1CTBは502mm×425mm×248mm）、速達サービス搭載量92CTBの計340CTBから、通常搭載量316CTB、速達サービス搭載量48CTBの計364CTBへと増加している。
この他に、こうのとりの曝露パレットの先端にある、カナダアーム2で曝露パレットを非与圧部に戻す際に使われるカメラを、7号機までのカナダ製のHTVバーシングカメラシステム（HTV Berthing Camera System:HBCS）から、8号機から国産のJAXAバーシングカメラシステム（JAXA Berthing Camera System:JBCS）に変えられている。また、ロボットアームがグラプルフィクスチャー（Flight Releasable Grapple Fixture）の把持に失敗し、不完全な把持を解除できない時にグラプルフィクスチャーを切り離す分離機構を同一仕様の国産品に変更するなど、この4つ以外の変更点も含めると7号機から13項目の変更がなされている。
5,6,7号機に続いて8号機でも生鮮食品を送ることになった。鮮度が落ちないよう打ち上げ3日前に搭載（レイトアクセス）されたが、前述の火災事故により約2週間打ち上げ延期になった。生鮮食品は4週間の保存期間が設けられており、与圧部の室温を20℃から22℃の範囲で調整することにより鮮度を保ち、積み替えることなく打ち上げられた。なお、今回運ばれた生鮮食品で特に人気があったのは北海道産玉ねぎで、一番土の香りがするため好評だったという。
また、6,7号機に続いて8号機でもISS用新型リチウムイオンバッテリー6台を運ぶことになり、P6トラスのニッケル水素バッテリー12台と交換する。ロボットアームが届かないため、全て船外活動で交換を行う。復路はニッケル水素バッテリー3台をISSに残置させ、残り9台を積んだこうのとり7号機の曝露パレットをこうのとり8号機に搭載し大気圏に再突入させ廃棄処分される。当初、こうのとり7号機の曝露パレットはISSのロボットアームを使って廃棄する予定だったが、こうのとり8号機に載せて廃棄されることになった。これにより、今回の打ち上げで運ばれた全てのリチウムイオンバッテリーの交換作業を、こうのとり8号機の離脱前に行うという制約がなくなった。ただ、計画では10月中に5回の船外活動で全てのバッテリーの交換が行われる予定であったが、一部交換後にバッテリー充電/放電ユニット（Battery Charge Discharge Unit:BCDU）の故障があったため計画が変更され、こうのとり8号機の係留中に行われたバッテリー交換の船外活動は2回に留まっている。

## 物資
こうのとり8号機は、補給キャリアの与圧部に約3.4トン、非与圧部に約1.9トン、合計で約5.3トンの物資をISSに運ぶ。

### 与圧部
- JAXAの物資[25][13]
  - きぼう保全用品等
  - 細胞培養装置追加実験エリア（Cell Biology Experiment Facility-Left:CBEF-L）
  - 小型衛星放出機構（JEM Small Satellite Orbital Deployer:J-SSOD）
  - きぼうから放出する超小型衛星（CubeSat） 3機
    - NARSSCube-1（九州工業大学、エジプト国立リモートセンシング宇宙科学機関（National Authority for Remote Sensing and Space Science：NARSS）、AQT-D（Space BD株式会社、東京大学）、RWASAT-1（東京大学、Ministry of Commerce, Industry, & Tourism Rwanda Utilities Regulatory Authority Smart Africa secretariat（ルワンダ共和国））

  - 小型衛星光通信実験装置（Small Optical Link for International Space Station:SOLISS）
  - 惑星表面の柔軟地盤の重力依存性調査（Hourglass）
  - 実験用ガスボトル（高濃度酸素空気、約100気圧、酸素45%、窒素55%）
  - 静電浮遊炉（Electrostatic Levitation Furnace:ELF）のサンプルカートリッジ
- NASAの物資[25][13]
  - 食料・宇宙飛行士の生活用品等の搭乗員関連品（JAXAが準備を行う生鮮食品を含む。生鮮食品は各都道府県から提供されており、北海道産玉ねぎ（6,7号機に続いて3回目）、宮城県産パプリカ（7号機に続いて2回目）、岡山県産オーロラブラック（初搭載）とシャインマスカット（7号機に続いて2回目、共に赤磐市の岡山県農業研究所産で計約5kg[26]）、愛媛県産温州みかん（6,7号機に続いて3回目）、佐賀県産温州みかん（6,7号機に続いて3回目、7号機と同じ佐賀県太良町産グリーンハウスみかん[27]）の生鮮食品（果物及び野菜）が9月8日にレイトアクセスにより搭載されている。[14]）
  - 貯水システム（Water Storage System:WSS）用新型の水タンク8台及びアメリカにおいてこのタンクに充填された飲料水[28]
  - 窒素と酸素を補充するためのシステム（Nitrogen Oxygen Recharge System:NORS）タンク（酸素、窒素各1台）計2台
- 緊急搭載品（レイトアクセス）
  - 遠隔電力制御モジュール（RPCM、サーキットブレーカーの機器で9月8日に搬入された。）[29]

### 非与圧部
- NASAの物資[25][13]
  - ISS用新型リチウムイオンバッテリー6台（1台あたり縦103cm、横94cm、高さ48cm、197kg、ジーエス･ユアサテクノロジー製）[30]

## 運用
- 2019年9月25日1時5分5秒（JST） - H-IIBロケット8号機（H-IIB・F8）を種子島宇宙センターから打ち上げ、約15分2秒後にロケットより正常に分離[31]。
- 2019年9月28日20時13分（JST） - ISSロボットアームにより把持[32]。
- 2019年9月29日2時55分（JST） - ISSとの結合を完了[33]。結合箇所は「ハーモニー」（第2結合部）の下側（地球側）[34]。
- 2019年9月29日4時14分（JST） - クルーが入室[35]。
- 2019年11月2日2時20分（JST） - ISSから分離[36]。
- 2019年11月3日11時9分（推定、JST） - 大気圏へ再突入（高度120km）[37]。